# Stazione di Solbiate-Albiolo
La stazione di Solbiate-Albiolo era una stazione ferroviaria posta lungo la linea Como-Varese che fra il 1885 e il 1966 serviva i comuni di Solbiate e di Albiolo.

## Storia
La stazione entrò in servizio il 5 luglio 1885, contemporaneamente alla linea ferroviaria da Como a Varese esercita dalla Società per le Ferrovie del Ticino (SFT).
Nel 1888 l'esercizio della linea passò alle Ferrovie Nord Milano.
Il 14 dicembre 1948 venne attivato l'esercizio a trazione elettrica, a corrente continua alla tensione di 3 kV.
L'esercizio della linea venne soppresso il 31 luglio 1966, e gli impianti vennero smantellati dopo breve tempo. Il piazzale ferroviario venne in seguito occupato da un deposito di autobus delle stesse FNMA.

## Strutture e impianti
La stazione era situata ad un'altezza di 409 metri sul livello del mare, la più alta dell'intera rete FNM.
Il piazzale binari era raccordato alle Seterie Bernasconi e alla Fornace Candiani, che generavano un forte traffico merci.
In seguito alla chiusura della linea il fabbricato viaggiatori venne adibito a sede locale della società Ferrovie Nord Milano Autoservizi.